# Меморіальний комплекс загиблим воїнам (Миколаїв)
Меморіальний комплекс загиблим воїнам — меморіальний комплекс, що складається з обеліска і братських могил радянських воїнів, які загинули в боях за визволення міста Миколаєва від німецьких загарбників. Розташовується на території миколаївського некрополя. Пам'ятка історії місцевого значення.

## Історія
Меморіальний комплекс загиблим воїнам відкрито 27 березня 1969 року на міському цвинтарі, де у братських могилах поховано 902 (за старою інформацією, за новою — 1211) солдатів та офіцерів, які загинули в боях за визволення міста. На чотирьох братських могилах встановлені смолоскипи. З південної сторони меморіалу розташований 23-метровий обеліск у вигляді тригранного багнета, на бічних гранях якого зафіксовані карбовані фігури воїна та скорботної матері. Архітектором проєкта виступив І. І. Пейсахіс, скульптором — А. А. Коптєв..
Меморіальний комплекс є пам'яткою історії міського значення, впритул до нього розміщені ще п'ять пам'яток: братська могила 3 радянських воїнів загиблих під час визволення Миколаївщини: старшини М. І. Полещикова, полковника В. А. Каневського і полковника Л. Г. Троценка; могила лейтенанта 248-го гвардійського полку 31-ї стрілецької дивізії А. І. Зубанова (1923—1944) та двох невідомих воїнів, які загинули при визволенні Миколаєва; могила Ф. А. Комкова; могила командира кулеметної роти лейтенанта І. І. Іванова (1911—1944); братська могила 4 воїнів радянської армії, які загинули при звільненні Миколаєва.

## Дослідження
Згідно досліджень Тетяни Губської, у додатку № 2 до рішення виконкому Миколаївської міської Ради депутатів трудящих № 39 від 14 січня 1972 року серед пам'яток союзного значення у Миколаївському некрополі згадано пам'ятник, що стоїть на братській могилі радянських воїнів, що загинули під час визволення міста Миколаєва. Знайдена інформація вказує на те, що при будівництві комплекса радянська влада нехтувала могилами, що заважали будівництву: «Зробити головний напис із боку церкви. Пробити алею від пам'ятника до церкви, прибравши кілька могил»..

## Галерея

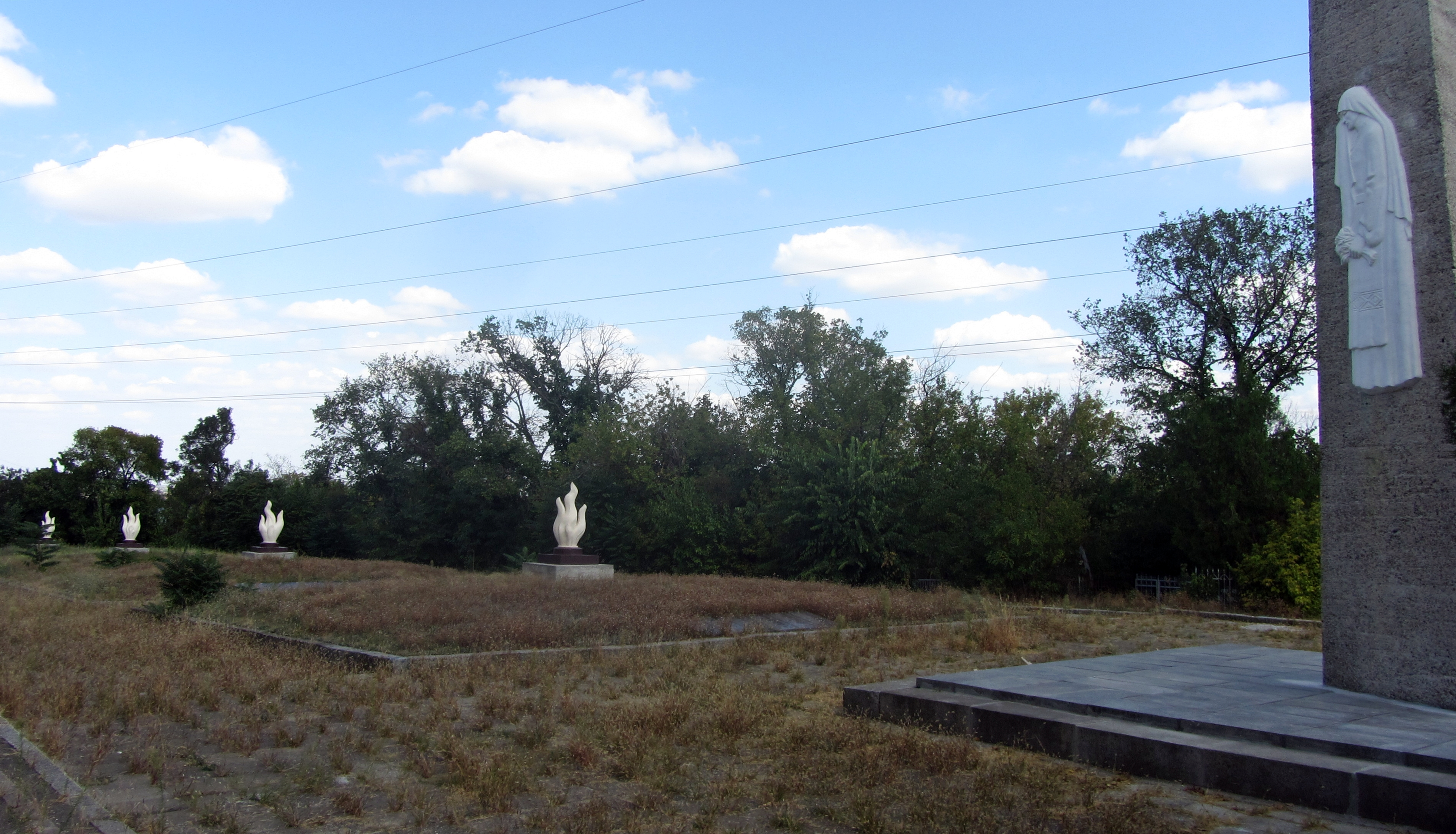
Загальний вид
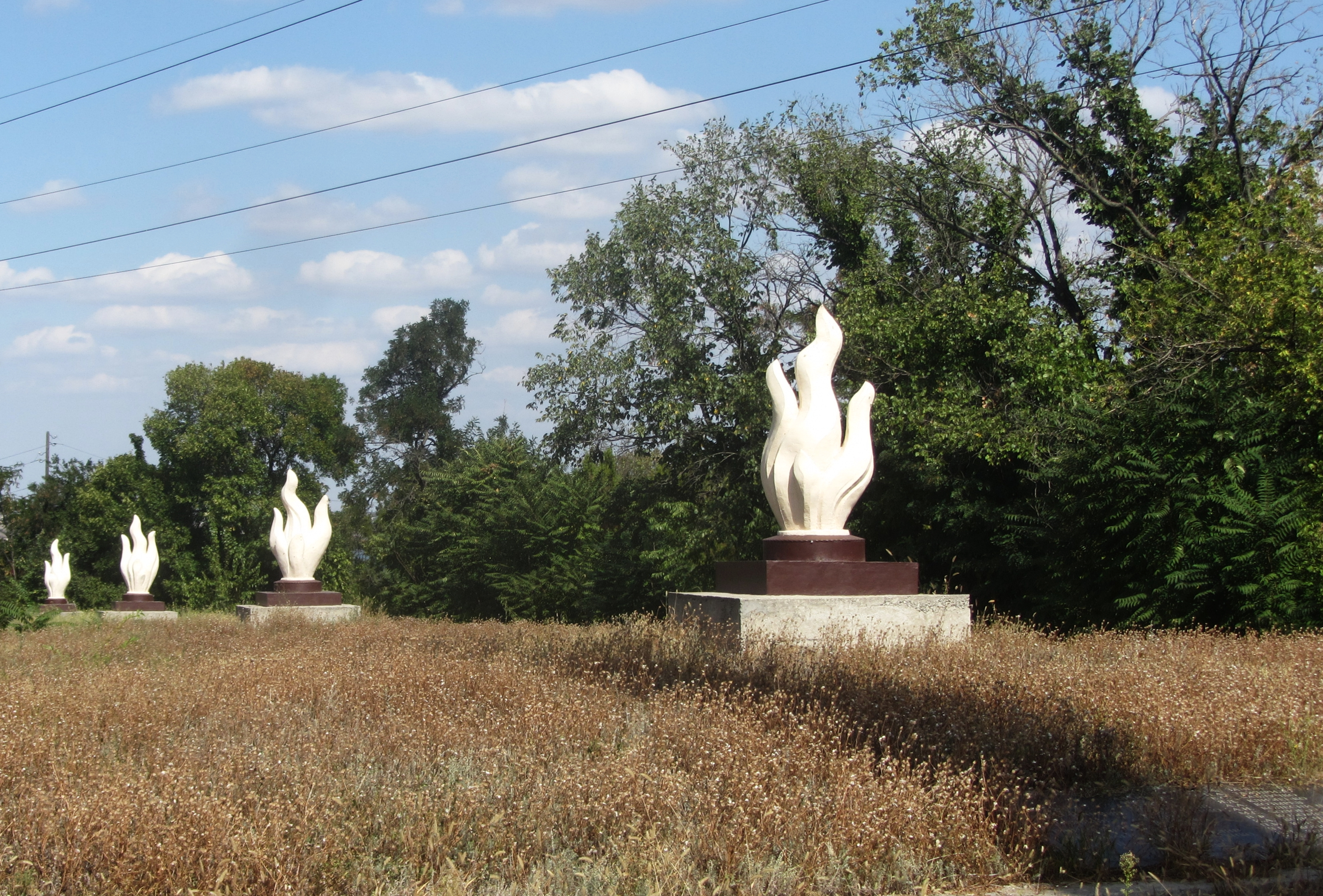
Скульптури смолоскипів над братськими могилами
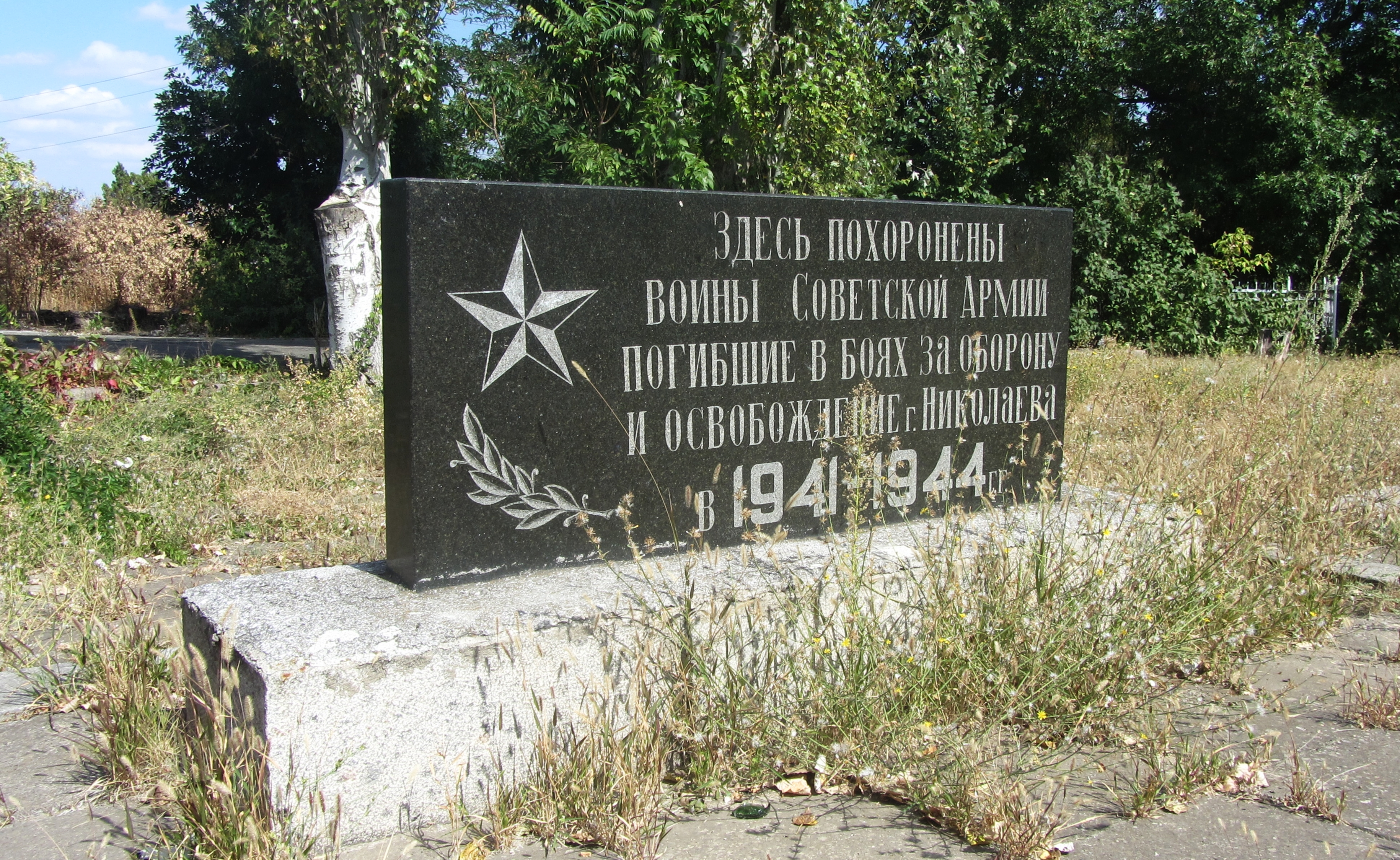
Меморіальна дошка
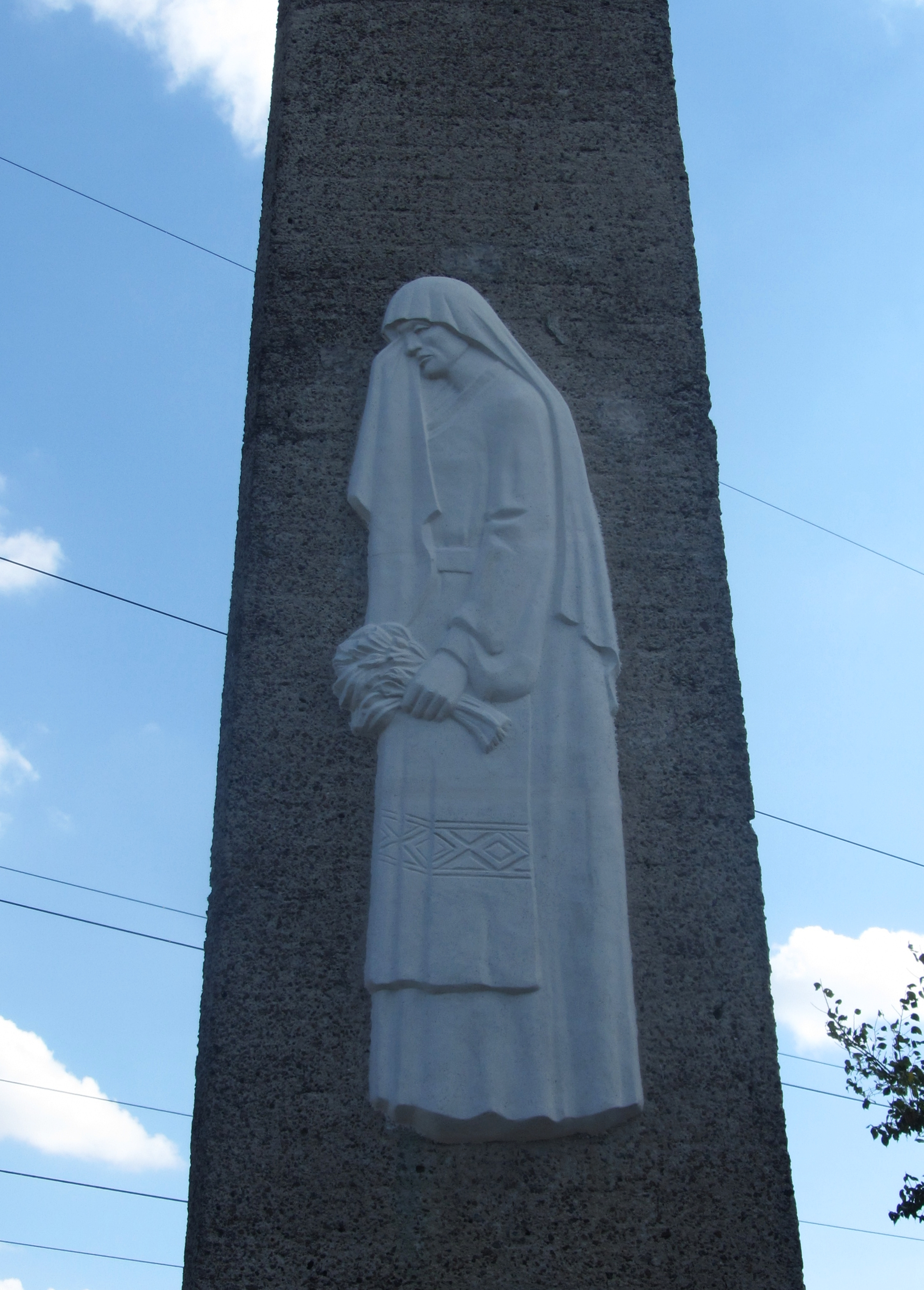
Обеліск. Сторона А
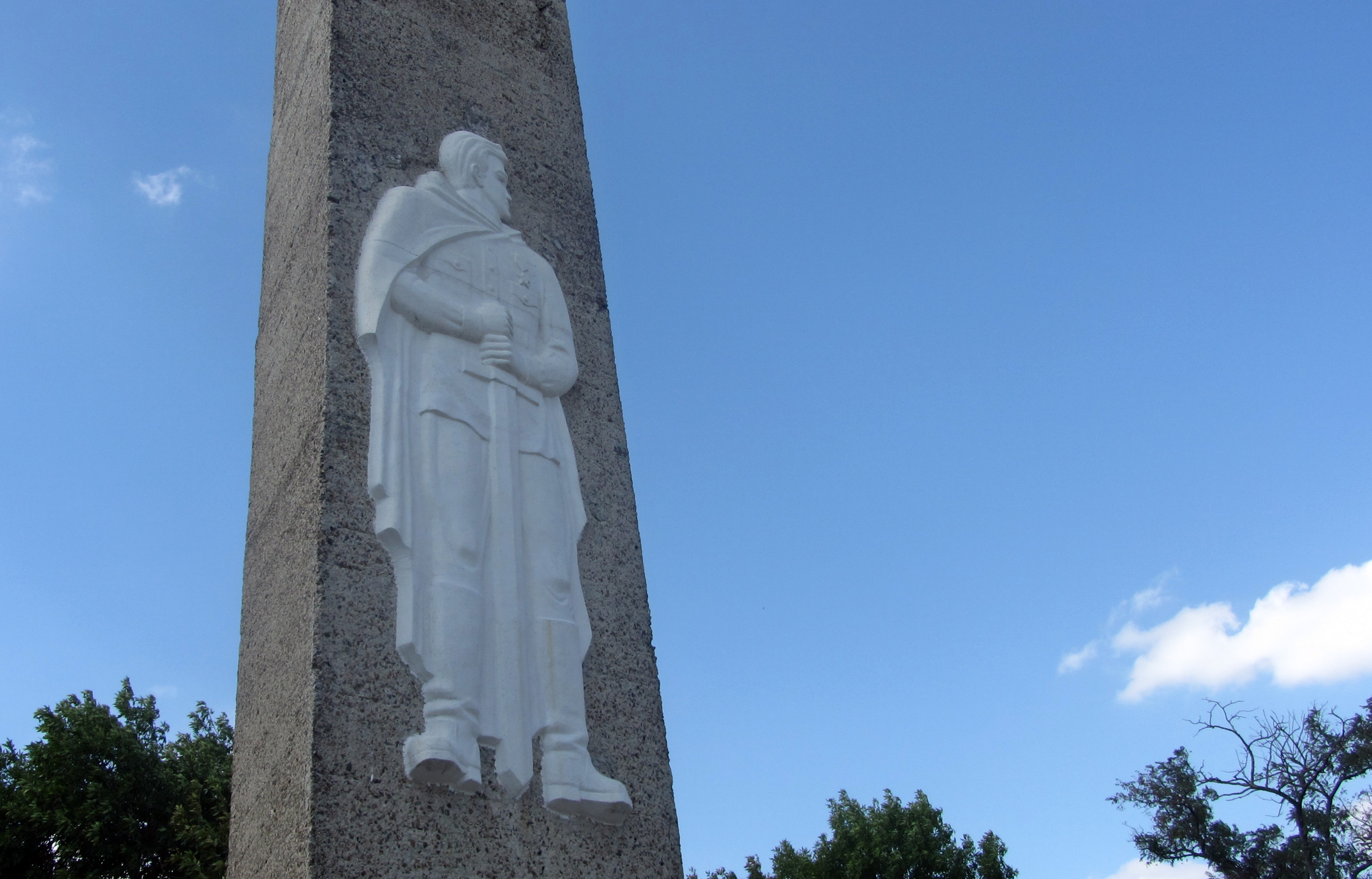
Обеліск. Сторона Б